# Джонсон, Билли (бейсболист)
Уильям Расселл Джонсон (англ. William Russell Johnson, 30 августа 1918, Монтклэр, Нью-Джерси — 20 июня 2006, Огаста, Джорджия) — американский бейсболист, игрок третьей базы. Выступал в Главной лиге бейсбола с 1943 по 1953 год. Большую часть карьеры провёл в составе клуба «Нью-Йорк Янкис». Четырёхкратный победитель Мировой серии. Участник Матча всех звёзд лиги 1947 года.

## Биография
Уильям Джонсон родился 30 августа 1918 года в Монтклэре в штате Нью-Джерси. Он был вторым из трёх детей в семье механика Джеймса Джонсона и его супруги Бебе. В бейсбол он начал играть во время учёбы в школе, подрабатывая в кегельбане и доставкой продуктов, чтобы купить необходимую экипировку. Сначала он играл питчером, но главный тренер школьной команды Карл Ньюман счёл его слишком маленьким и предложил сменить амплуа. После этого Джонсон перешёл на место аутфилдера.
В 1936 году игру Джонсона заметил скаут «Нью-Йорк Янкис» Пол Кричелл. Его родители одобрили подписание контракта, после чего он отправился играть в составе фарм-команды «Батлер Янкис». В пяти проведённых матчах он отбивал с показателем 26,3 % и одержал одну победу как питчер. В 1937 году Джонсон играл за «Батлер» только на месте аутфилдера. Его эффективность отбивания выросла до 35,6 % и концовку сезона он провёл, тренируясь в составе «Ньюарк Беарс», бывших на тот момент ведущей командой фарм-системы «Янкис».
Следующие три сезона Джонсон провёл в команде «Огаста Тайгерс» из Южно-атлантической лиги. В первом из них его показатель отбивания составил 30,6 %, во втором — 32,8 %. В 1939 году он принял участие в Матче всех звёзд лиги. В 1940 году Джонсон перешёл на третью базу, где провёл 150 матчей, отбивая с эффективностью 34,6 %. В этот же период он познакомился со своей будущей женой Луизой Робинсон. Пара сыграла свадьбу в феврале 1941 года. После этого Джонсон играл за «Бингемтон Триплетс» и «Ньюарк Беарс», где его пробовали на позиции шортстопа.
В марте 1943 года он получил приглашение на сборы основного состава «Янкис». Главный тренер команды Джо Маккарти, неожиданно для многих, сделал его основным игроком третьей базы вместо завершившего карьеру Реда Ролфе. Джонсон дебютировал в Главной лиге бейсбола в апреле 1943 года. Он сыграл за «Янкис» во всех 155 матчах регулярного чемпионата, отбивая с показателем 28,0 % и набрав 94 рана. В голосовании, определявшем Самого ценного игрока Американской лиги, он занял четвёртое место. В Мировой серии «Янкис» в пяти матчах обыграли «Сент-Луис Кардиналс», а Джонсон с шестью хитами стал самым результативным отбивающим команды.
Следующие два сезона Джонсон пропустил. Сначала он работал на военном заводе, затем, несмотря на то, что у него был маленький ребёнок, его призвали в армию. В конце 1944 года он был направлен в Европу, где дослужился до звания капрала. В США он вернулся в августе 1945 года и ещё несколько месяцев служил на военной базе Форт-Беннинг.
Карьеру Джонсон возобновил в мае 1946 года. Всего в том сезоне он сыграл в 85 матчах, отбивая с показателем 26,0 %. В этот период в клубе сменились владелец и несколько главных тренеров. Перед стартом сезона 1947 года «Янкис» возглавил Баки Харрис. Он хотел видеть Джонсона в составе, но в офисе клуба настояли на том, что на третьей базе должен играть новичок Бобби Браун, подписавший крупный контракт. Поначалу Браун получал больше игрового времени, но уже в мае он получил травму, а Джонсон вернул место в составе. По ходу сезона он отбивал с эффективностью 28,5 %, набрал 95 RBI и вошёл в число участников Матча всех звёзд. «Янкис» выиграли Мировую серию 1947 года в семи матчах, Джонсон в этих играх выбил три трипла и сделал восемь ранов.
В сезоне 1948 года он отбивал с показателем 29,4 %, выбив двенадцать хоум-ранов. Команда заняла третье место и Харрис был уволен. Сменивший его Кейси Стенгел разделил игровое время на третьей базе между двумя игроками. Джонсон принял участие в 113 матчах чемпионата, отбивая с эффективностью 24,9 %. Сезон завершился победой «Янкис» в Мировой серии, которая стала для него третьей в карьере. В 1950 году команда повторила успех, опередив в борьбе за первенство в Американской лиге «Бостон Ред Сокс» и «Детройт Тайгерс», а затем выиграв финал у «Филадельфии» в четырёх матчах. Джонсон сыграл в каждом из них.
Весной 1951 года в «Янкис» пришёл новичок Гил Макдугалд и Джонсона обменяли в «Сент-Луис Кардиналс». В первом сезоне в составе новой команды он провёл 124 игры, отбивая с эффективностью 26,2 % и выбив четырнадцать хоум-ранов. В 1952 году его игровое время сократилось в пользу более молодых партнёров. В следующем сезоне в «Кардиналс» появился силовой отбивающий Рэй Яблонски, после чего Джонсона перевели в фарм-клуб «Коламбус Ред Бердс». До конца чемпионата он сыграл за команду 113 матчей в Американской ассоциации, а затем завершил карьеру.
Закончив играть, Джонсон вернулся в Огасту. В течение тридцати лет он работал в транспортной компании, был членом добровольной пожарной дружины. В браке с Луизой у них родилось двое детей. После выхода на пенсию Джонсон перенёс несколько операций, в том числе одну на открытом сердце. Он скончался 20 июня 2006 года в возрасте 87 лет.